# آلنی-چاشاکوندژا
آلنی-چاشاکوندژا (انگلیسی: Alney-Chashakondzha) یک کوه آتشفشانی در شبه‌جزیره کامچاتکای کشور روسیه است.